# ترموپاز
ترموپاز (به انگلیسی: Thermopause) مرز میان ترموسفر و اگزوسفر در جو زمین است. ارتفاع ترموپاز از سطح زمین به‌طور دقیق مشخص نیست، اما حدود ۶۰۰ تا ۸۰۰ کیلومتر از سطح زمین ارتفاع دارد.